# Sophronica nigrosternalis
Sophronica nigrosternalis là một loài bọ cánh cứng trong họ Cerambycidae.